# تلمبه رمضان چوپان‌زاده
تلمبه رمضان چوپان‌زاده، روستایی در دهستان گلاشکرد بخش مرکزی شهرستان فاریاب در استان کرمان ایران است.

## جمعیت
بر پایه سرشماری عمومی نفوس و مسکن در سال ۱۳۹۵، جمعیت این روستا برابر با ۱۰۹ نفر (۳۰ خانوار) بوده‌است.